# Francis Holburne
Sir Francis Holburne (1704 – 15. července 1771) byl britský admirál. U námořnictva sloužil od dětství, později byl účastníkem válek v koloniích. Jeho kariéra u královského námořnictva a později v parlamentu byla prostoupena protekcí a korupcí. Nakonec dosáhl hodnosti admirála (1767) a v letech 1770–1771 zastával funkci prvního námořního lorda.

## Životopis
Pocházel ze skotské šlechtické rodiny, narodil se jako mladší syn Jamese Holburna, 3. baroneta z Menstrie. Do Royal Navy vstoupil jako dobrovolník v roce 1720, po složení důstojnických zkoušek byl v roce 1727 jmenován poručíkem.  roce 1739 povýšil na komandéra a již o rok později dosáhl hodnosti kapitána (1740). Poté se zúčastnil války o rakouské dědictví a v hodnosti komodora byl v letech 1748–1752 velitelem na Závětrných ostrovech. V roce 1755 byl jmenován kontradmirálem a vyslán na pomoc admirálu Boscawenovi ke břehům Kanady. V roce 1756 byl členem válečného soudu nad admirálem Byngem, který byl poté popraven za ztrátu ostrova Minorca. V Severní Americe bojoval Holburne ještě na počátku sedmileté války, krátce zde byl také vrchním velitelem, ale již v roce 1757 se vrátil do Anglie. V letech 1757–1765 byl velitelem v přístavu Portsmouth a v roce 1758 dosáhl hodnosti viceadmirála. Později byl i členem Dolní sněmovny (1761–1771), od roku 1768 byl poslancem za přístav Plymouth, jeho politickou kariéru provázela značná korupce. V roce 1767 byl povýšen na admirála, nakonec byl  letech 1770–1771 jedním z lordů admirality a jako nejvyšší námořní důstojník ve vládě zároveň prvním námořním lordem. Krátce před smrtí zastával v roce 1771 krátce funkci guvernéra špitálu v Greenwichi.[zdroj?]
Jeho manželkou byla Frances, rozená Ball, vdova po Edwardu Lascellesovi, bohatém majiteli plantáží v Karibiku. Z jejich manželství se narodil syn Francis (1752–1820), který krátce po otcově úmrtí zdědil po bratranci titul baroneta (1772).